# Grand Prix des Nations (autorace)
De Grand Prix des Nations was een autorace in de Zwitserse stad Genève, die werd verreden op het Circuit des Nations. De race maakte in 1946 en 1948 deel uit van de grand-prixseizoenen en was in 1950 ook een niet-kampioenschapsronde in de Formule 1.

## Winnaars van de grand prix
- Hier worden alleen de races aangegeven die plaatsvonden tijdens de grand-prixseizoenen tot 1949 en Formule 1-races vanaf 1950.

| Jaar | Coureur            | Constructeur | Locatie             | Verslag |
| ---- | ------------------ | ------------ | ------------------- | ------- |
| 1950 | Juan Manuel Fangio | Alfa Romeo   | Circuit des Nations | Verslag |
| 1948 | Giuseppe Farina    | Maserati     | Circuit des Nations | Verslag |
| 1946 | Giuseppe Farina    | Alfa Romeo   | Circuit des Nations | Verslag |